# Коллегиальный костёл Святой Троицы (Олыка)
Коллегиальный костел Святой Троицы — барочный римско-католический приходской костел 1-й половины XVII века у стен усадьбы Радзивиллов в Олыке Волынской области.

## История

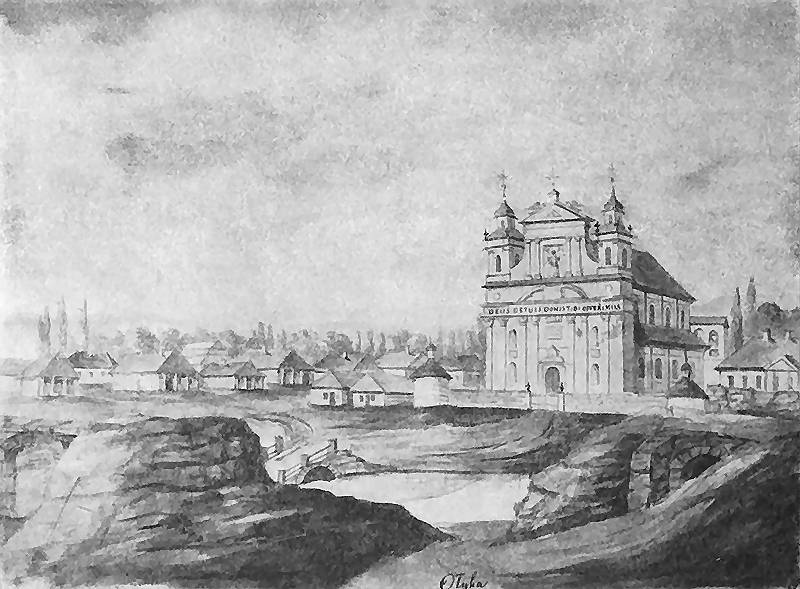
«Коллегиата Св. Троицы» (рис. Наполеона Орды, 1874)

Первую деревянную церковь на этом месте построил в 1588 году князь великий литовский маршалл Станислав Радзивилл, которого Петр Скарга уговорил отойти от кальвинизма. Новый костел был построен в 1635-40 годах на средства, пожертвованные Альбрехтом Станиславом Радзивиллом наподобие римской церкви Иль-Джезу. Он считался тогда самым красивым храмом Волыни. Проект костела принадлежит итальянцам Бенедетто Молли и Джованни Маливерна. Свой вклад в строительство внесли также скульпторы Мельхиор Эрленберг и Михал Германус. Костел был освящен в 1640 г. епископом Анджеем Гембицким, а через год возведен в ранг коллегиального.
В 1638 году основатель костела открыл при костеле коллегию — филиал Замойской академии и духовную семинарию. Капитула коллегии просуществовала в Олыке вплоть до 1945 года. Советская власть закрыла её, а замечательный памятник постепенного начала разрушаться. В начале 90-х годов XX в. костел передан римско-католической церкви. Сейчас здесь действует римско-католический приход, входящий в состав Луцкого диоцеза. По случаю больших религиозных праздников в костеле проходят мессы и богослужения. Постоянно действующим храмом прихода является костел Св. Петра и Павла.

## Архитектура

План костела

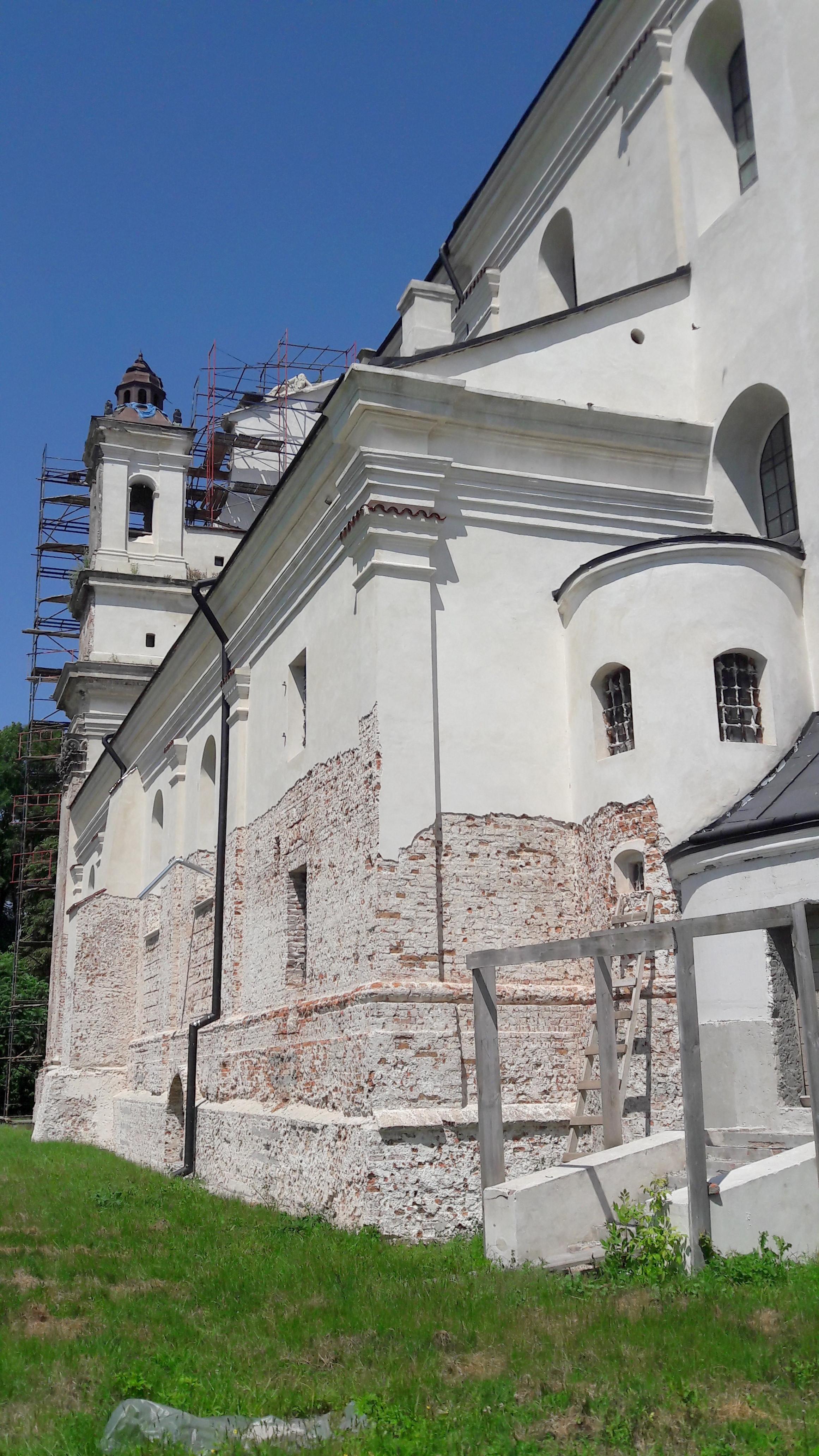
Боковой фасад (во время реставрации)

Барочный костел представляет собой трехнефную базилику с нартексом, хорами и полуциркульным пресвитерием (апсидой). Главный фасад разделен вертикальными коринфскими пилястрами, над которыми помещена массивная надпись на латыни «DEUS DE TUIS DONIS TIBI OFFERIMUS». Между пилястрами установлены фигуры святых Войцеха, Станислава, Петра и Павла работы Мельхиора Эрленберга. Фасад увенчан фронтоном, завершенным тимпаном и двумя боковыми башнями, примыкающими к нему. Большое прямоугольное поле фронтона заполнено барельефом «Коронация Пресвятой Девы Марии» с изображением Пресвятой Девы в полный рост, стоящей на полумесяце среди облаков и головок херувимов. В полукруглом фронтоне находится барельеф «Бог-Отец». Интерьер костела был украшен многочисленными скульптурами и резьбой по дереву, между пилястрами были размещены крупные художественные полотна. Над пилястрами находились фигуры двенадцати апостолов (некоторые уцелели). Не сохранились алтари в стиле раннего барокко, вырезанные из мрамора и алебастра, а также скамьи для каноников в алтарной части работы Мельхиора Эрленберга, ученика Яна Пфистера из Львова. Внутри костела находятся многочисленные гробницы и эпитафии семьи Радзивиллов, в основном из цветного мрамора и алебастра. Большинство из них не сохранились до нашего времени. В костеле находились также многочисленные художественные полотна на религиозную тематику и портреты, шесть из которых хранятся ныне во Львовской картинной галереи. Позади костела находится каменная колокольня, состоящая из пяти пилонов, соединенных арками.

## Галерея

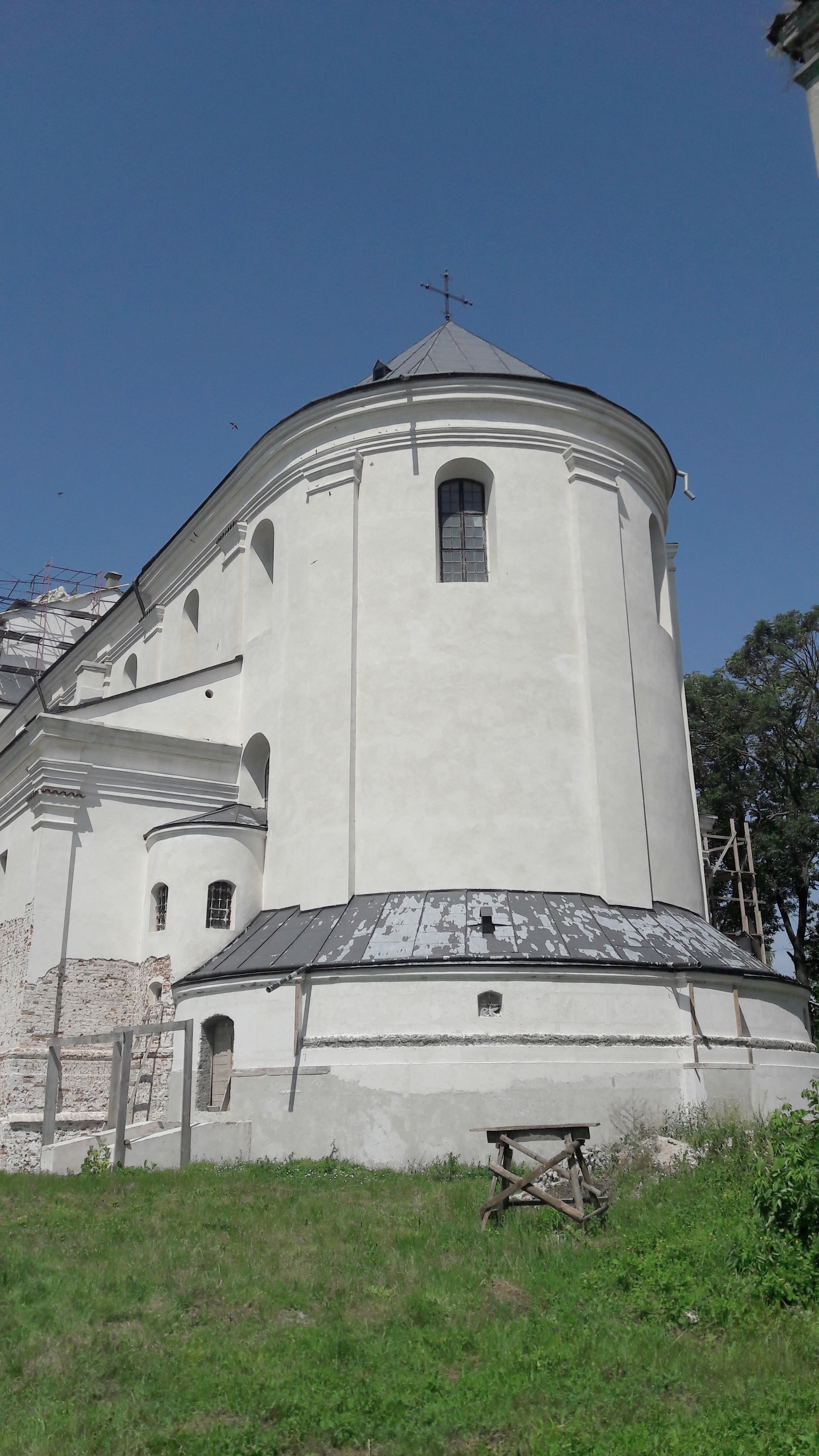
Вид на апсиду костёла (во время реставрации)
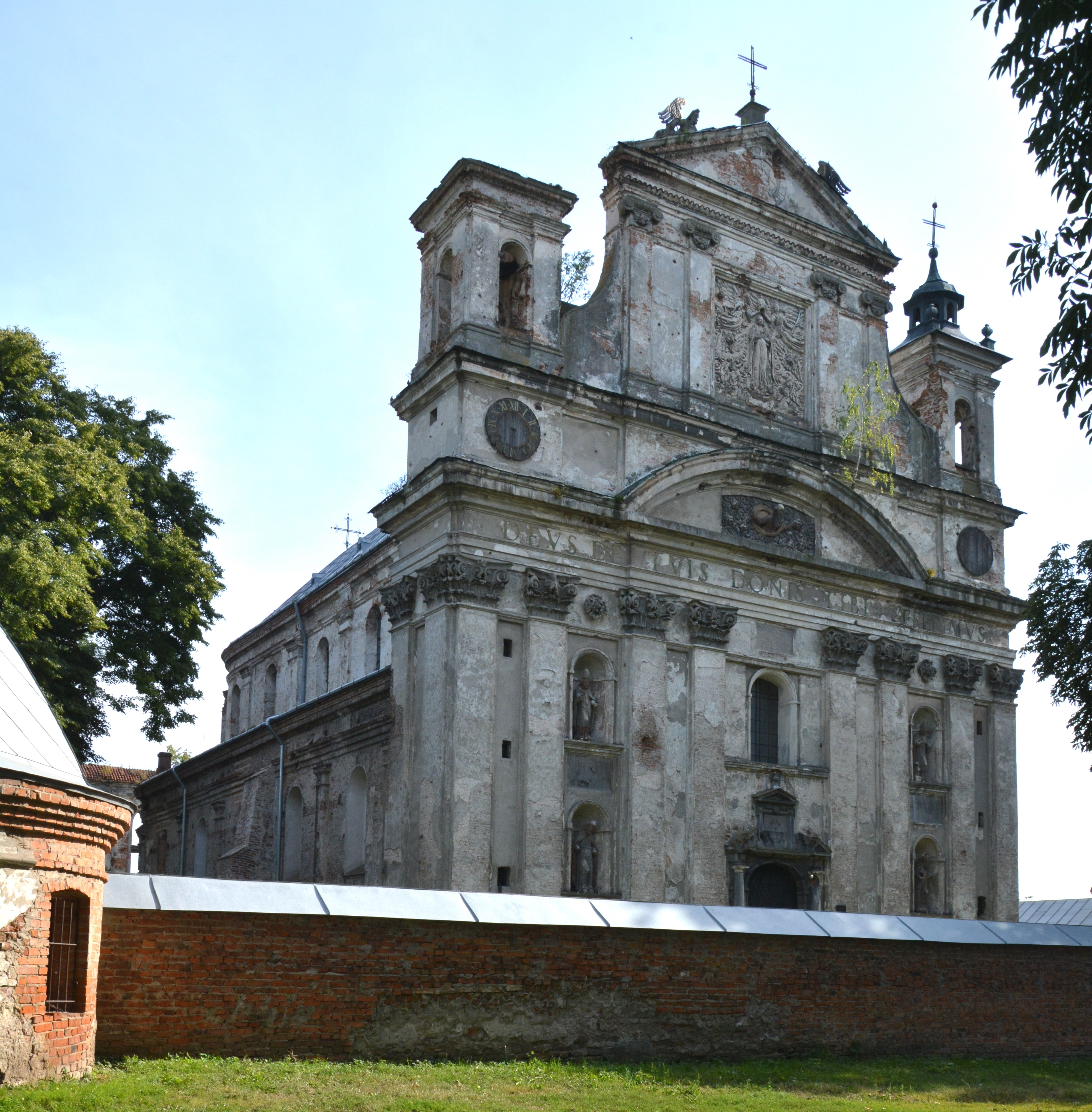
Главный фасад (до реставрации)
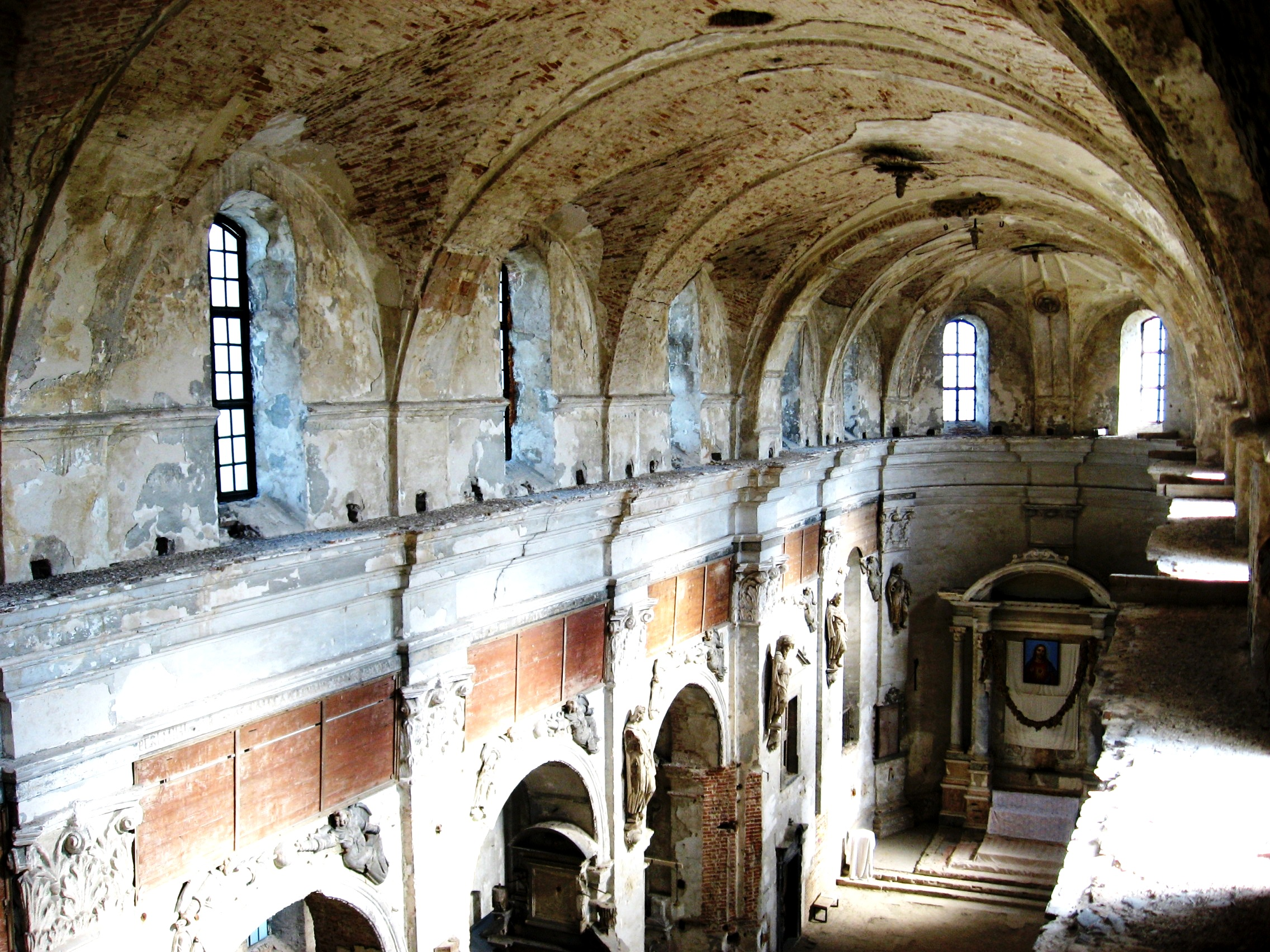
Свод центрального нефа
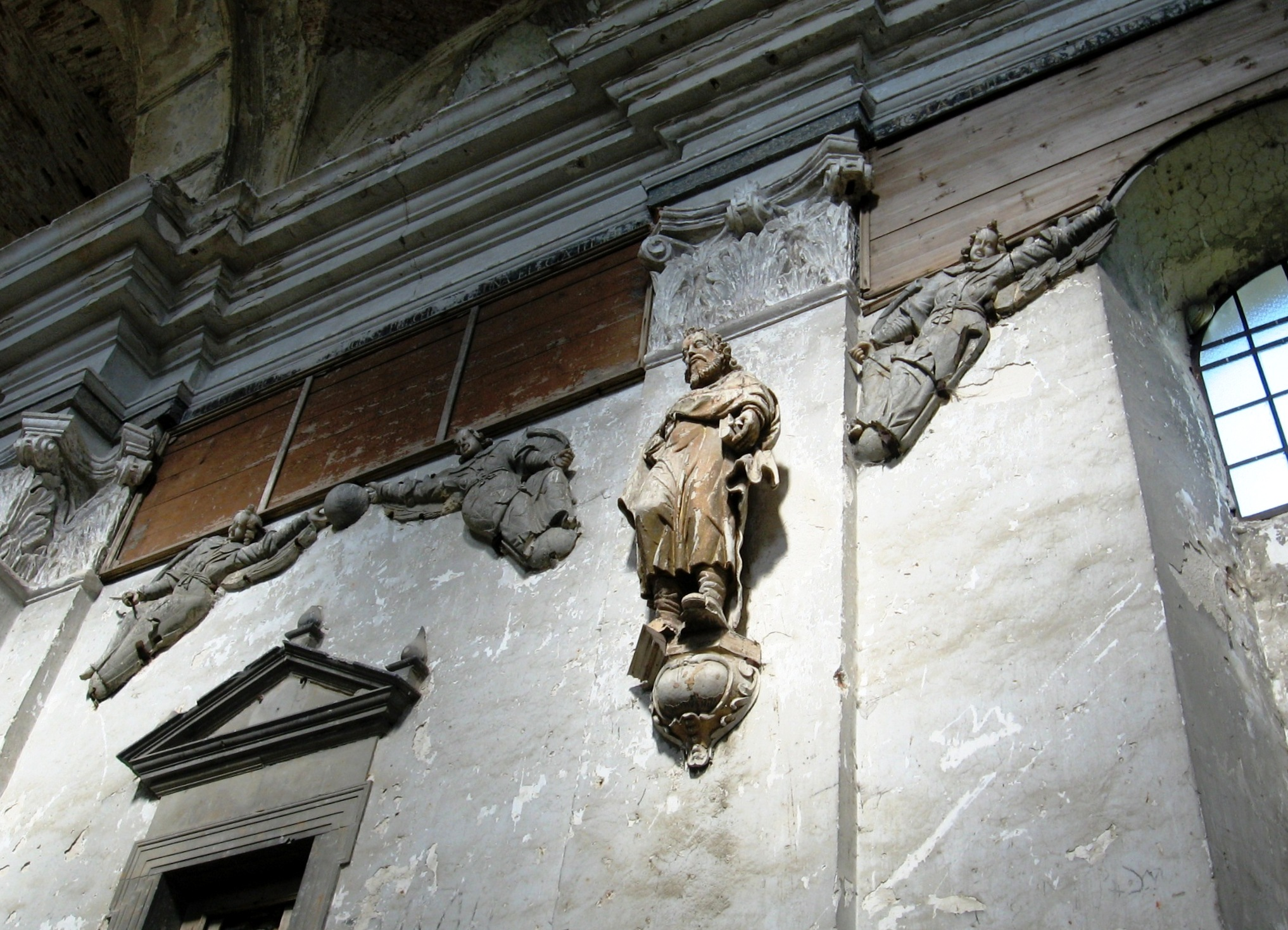
Фрагмент интерьера центрального нефа
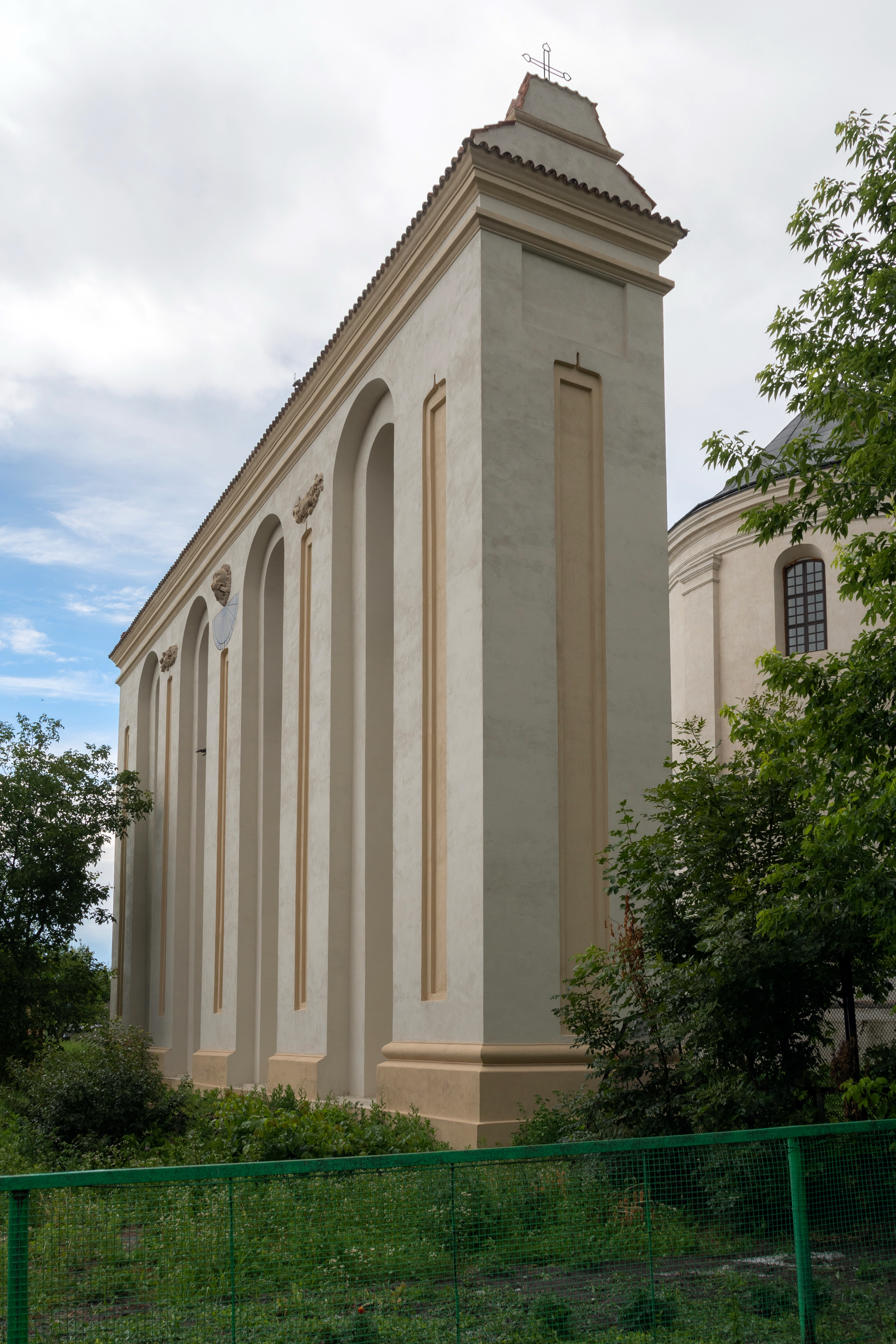
Колокольня
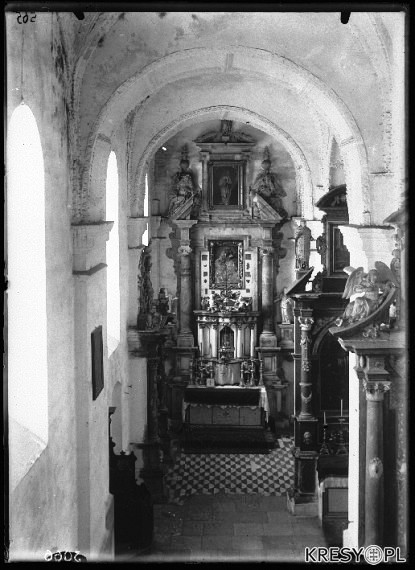
Боковой алтарь (архивное фото)
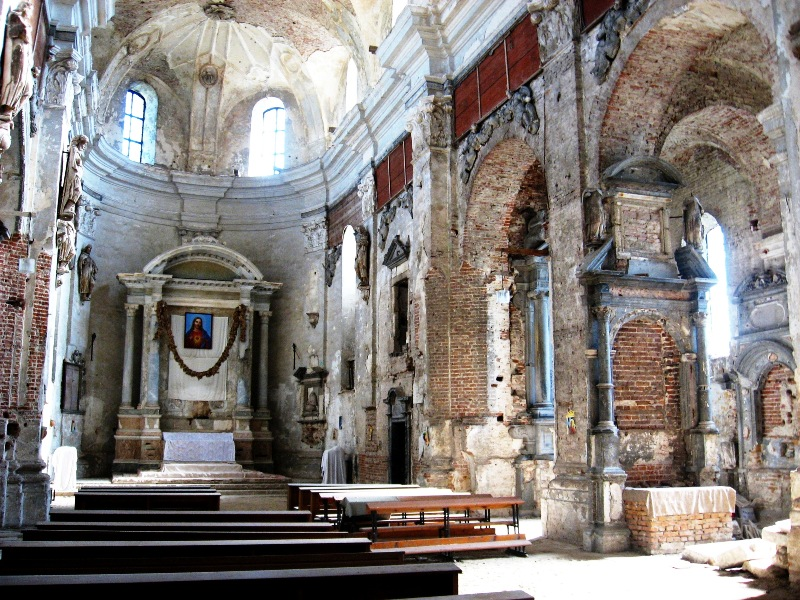
Главный алтарь

## Внешние ссылки
- Коллегиальный костёл Святой Троицы на фильме с дрона.